# Coupe des Pays-Bas de football 2023-2024
Navigation
Édition précédente Édition suivante
La Coupe des Pays-Bas de football 2023-2024, nommée la TOTO KNVB beker, est la 106e édition de la Coupe des Pays-Bas. La compétition commence le 12 août 2023 et se termine le 21 avril 2024, date de la finale qui se dispute au Stade de Feyenoord.

## Déroulement de la compétition
Tous les tours se jouent en élimination directe. À chaque tour, un tirage au sort est effectué pour déterminer les adversaires.
Les clubs qui jouent en Europe ne peuvent pas s'affronter avant les huitièmes de finale.

## Calendrier
Le calendrier est le suivant :
| Tour                        | Nom                        | Tirage                    | Dates retenues                     |
| Phase préliminaire (2023)   | Phase préliminaire (2023)  | Phase préliminaire (2023) | Phase préliminaire (2023)          |
| --------------------------- | -------------------------- | ------------------------- | ---------------------------------- |
| 1                           | Premier tour préliminaire  | 4 juillet 2023            | 12 et 13 août 2023                 |
| 2                           | Deuxième tour préliminaire | 15 août 2023              | 19 et 20 septembre 2023            |
| Phase finale (2023 et 2024) |                            |                           |                                    |
| 3                           | Premier tour               | 23 septembre 2023         | 31 octobre, 1er et 2 novembre 2024 |
| 4                           | Deuxième tour              | 4 novembre 2023           | 19, 20 et 21 décembre 2023         |
| 5                           | Huitièmes de finale        | 21 décembre 2023          | 16, 17 et 18 janvier 2024          |
| 6                           | Quarts de finale           | 20 janvier 2024           | 6, 7 et 8 février 2024             |
| 7                           | Demi-finales               | 10 février 2024           | 27 et 29 février 2024              |
| 8                           | Finale                     | 10 février 2024           | 21 avril 2024                      |

## Résultats

### Quarts de finale
Les quarts de finale se jouent du 6 au 8 février 2024.
| Équipe 1            | Résultat        | Équipe 2         |
| ------------------- | --------------- | ---------------- |
| NEC Nimègue         | 3 - 0           | ADO La Haye (D2) |
| SC Cambuur (D2)     | 3 - 1           | Vitesse Arnhem   |
| Feyenoord Rotterdam | 2 - 0           | AZ Alkmaar       |
| FC Groningue (D2)   | 0 - 0 (4-3 tab) | Fortuna Sittard  |

### Demi-finales
Les demi-finales se dérouleront les 27 et 29 février 2024.
| 27 février 2024 | (2) SC Cambuur                                                         | 1 - 2 ap       | NEC Nimègue (1)                                 |                                                                                            |                                                                                            |
| 20h00 CET       | ( de Jong (en)) Uldriķis 24e                                           | (1 - 0, 1 - 1) | 60e Ogawa (Chery ) · 99e Sano (Borges Sanches ) | Cambuur Stadion (en), Leeuwarden Spectateurs : 10 000 Arbitrage : Sander van der Eijk (nl) | Cambuur Stadion (en), Leeuwarden Spectateurs : 10 000 Arbitrage : Sander van der Eijk (nl) |
| 20h00 CET       | Breij (en) 87e · van Mullem (en) 98e · Pichel (en) 110e · Sylla 120+2e | Rapport        |                                                 | Cambuur Stadion (en), Leeuwarden Spectateurs : 10 000 Arbitrage : Sander van der Eijk (nl) | Cambuur Stadion (en), Leeuwarden Spectateurs : 10 000 Arbitrage : Sander van der Eijk (nl) |

| 29 février 2024 | (1) Feyenoord Rotterdam                        | 2 - 1   | FC Groningue (2)                                     |                                                                               |                                                                               |
| 20h00 CET       | ( Stengs) Hancko 61e · ( Ivanušec) Lingr 83e · | (0 - 1) | Duarte                                               | Feijenoord Stadion, Rotterdam Spectateurs : 47 500 Arbitrage : Danny Makkelie | Feijenoord Stadion, Rotterdam Spectateurs : 47 500 Arbitrage : Danny Makkelie |
| 20h00 CET       | Stengs 34e · Lingr 84e                         | Rapport | 37e Bacuna · 90+1e Peersman (en) · 90+6e Emeran (en) | Feijenoord Stadion, Rotterdam Spectateurs : 47 500 Arbitrage : Danny Makkelie | Feijenoord Stadion, Rotterdam Spectateurs : 47 500 Arbitrage : Danny Makkelie |

### Finale
La finale se joue le 21 avril 2024 au Feijenoord Stadion de Rotterdam.
| 21 avril 2024 | (1) Feyenoord Rotterdam        | 1 - 0   | NEC Nimègue (1)          | Feijenoord Stadion, Rotterdam                          |                                                        |
| 18h00 CET     | ( Giménez) Paixão 59e          | (0 - 0) |                          | Spectateurs : 42 140 Arbitrage : Serdar Gözübüyük (en) | Spectateurs : 42 140 Arbitrage : Serdar Gözübüyük (en) |
| 18h00 CET     | Minteh 71e, 72e · Timber 90+8e | Rapport | 67e Verdonk · 68e Hansen | Spectateurs : 42 140 Arbitrage : Serdar Gözübüyük (en) | Spectateurs : 42 140 Arbitrage : Serdar Gözübüyük (en) |

- Le Feyenoord Rotterdam remporte sa quatorzième coupe des Pays-Bas[1].